# Epimedium multiflorum
Epimedium multiflorum är en berberisväxtart som beskrevs av T. S. Ying. Epimedium multiflorum ingår i släktet sockblommor, och familjen berberisväxter. Inga underarter finns listade i Catalogue of Life.